# L'últim rei
L'últim rei (títol original en noruec Birkebeinerne) és una pel·lícula de drama històric de 2016, dirigit per Nils Gaup, coproduït per Noruega, Dinamarca, Suècia, Irlanda i Hongria, i basat en la història real dels birkebeiners. Es va estrenar a Noruega el 12 de febrer de l'any 2016, i els drets de la pel·lícula van ser venuts a 60 països. A Catalunya, la pel·lícula es va estrenar el 27 de gener de 2017 en versió doblada al català i en versió original subtitulada en català.

## Argument
Any 1206. Noruega està sent devastada per la Guerra Civil entre els dos grups armats: els baglers i els birkebeiners. El fill il·legítim del rei Håkon Sverresson, el príncep Håkon Håkonsson, a qui la meitat del regne volia mort, va ser protegit en secret per dos homes. L'obra és la història de la fugida amb esquís, a través de les muntanyes, del rei nen i que va acabar sent el monarca que més temps ha regnat a Noruega.

## Intèrprets
- Jakob Oftebro com a Skjervald
- Kristofer Hivju com a Torstein
- Pål Sverre Valheim Hagen com a Gisle
- Thorbjørn Harr com a Inge Bårdsson
- Benjamin Helstad
- Stig Henrik Hoff
- Nikolaj Lie Kaas
- Ane Ulmoen Øverli com a Inga de Varteig
- Thea Sofie Loch Næss
- Anders Dahlberg com a Aslak
- Elg Elgesem com a Frikk
- Torkel Dommersnes Soldal
- Adam Nemet com a Gisles vakt

## Crítica
La majoria dels crítics van lloar el bell paisatge de la filmació i la qualitat de les escenes d'esquí, cavalls i acció dramàtica. No obstant això, molts eren menys entusiastes sobre el guió i el diàleg. Aftenposten va destacar les escenes d'acció i l'actuació com a bones, però va criticar el diàleg. Jan Erik Tea va elogiar la forma "es fotografia la història de la fugida dels birkebeiners per les muntanyes de Rena en una brillant cinematografia". Jan Erik Holst va lloar el guió i l'execució, i creu que la pel·lícula ha acomplert les expectatives. Thomas Tolfsen-Strandby va posar l'èmfasi en què el film havia estat creïble i bonic.

### Història crítica acadèmica
L'historiador medieval Hans Jacob Orning ha criticat les rondalles populars per difondre els mites i les representacions amb prejudicis de l'època de la Guerra Civil. Segons la seva visió, la pel·lícula expressa un nacionalisme massa enèrgic que en polaritza molt la història.